# Hans B. Andersson
Hans Bertil Andersson, född 15 februari 1924 i Bunkeflo socken, död 19 september 1985, var en svensk jurist som var lagman i Hässleholms tingsrätt från 1975 till 1980 och i Malmö tingsrätt från 1980 till sin död 1985
Andersson blev juris kandidat vid Lunds universitet 1949 och genomförde tingstjänstgöring 1949-1951 innan han 1952 blev fiskal vid hovrätten över Skåne och Blekinge. Han var tingsdomare i Sölvesborg 1962-1967 och i Kristianstad 1967-1970. Han var rådman i Kristianstads tingsrätt 1971-1975, lagman i Hässleholms tingsrätt 1975-1980 och i Malmö tingsrätt 1980-1985..
Andersson var son till distriktsöverlärare Nils Andersson och hans maka Ester, född Hansson. Han var från 1955 gift med Barbro, lågstadielärare, född Åhlund 1931.